# Gianni Marchetti (tennista)
Gianni Marchetti (Jolanda di Savoia, 8 luglio 1956) è un ex tennista italiano.

## Biografia
Nasce a Jolanda di Savoia in provincia di Ferrara l’8 luglio 1956. La sua famiglia si trasferisce a Vercelli, il padre costruisce campi da tennis ed è il custode di un circolo a Vercelli.
Inizia qui la sua carriera con il maestro  Attilio Pavarin sui campi della Pro Vercelli Tennis. Visti i successi nei tornei giovanili viene convocato in Nazionale nel 1972, nel centro di Formia allenato da Vittorio Crotta e Mario Belardinelli. Nel 1974 con altri coetanei piemontesi, ad esempio Gianni Ocleppo, è in I categoria.
Nel 1982 in coppia con Enzo Vattuone vince il torneo di Palermo Palermo battendo in finale José Luis Damiani e Diego Pérez 6-4, 6-7, 6-3.

### Tornei minori

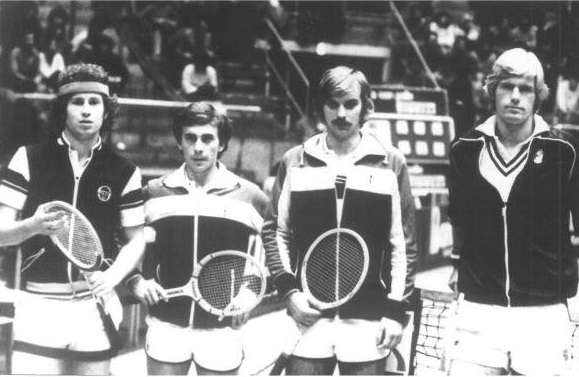

## Statistiche

### Doppio

#### Vittorie (1)

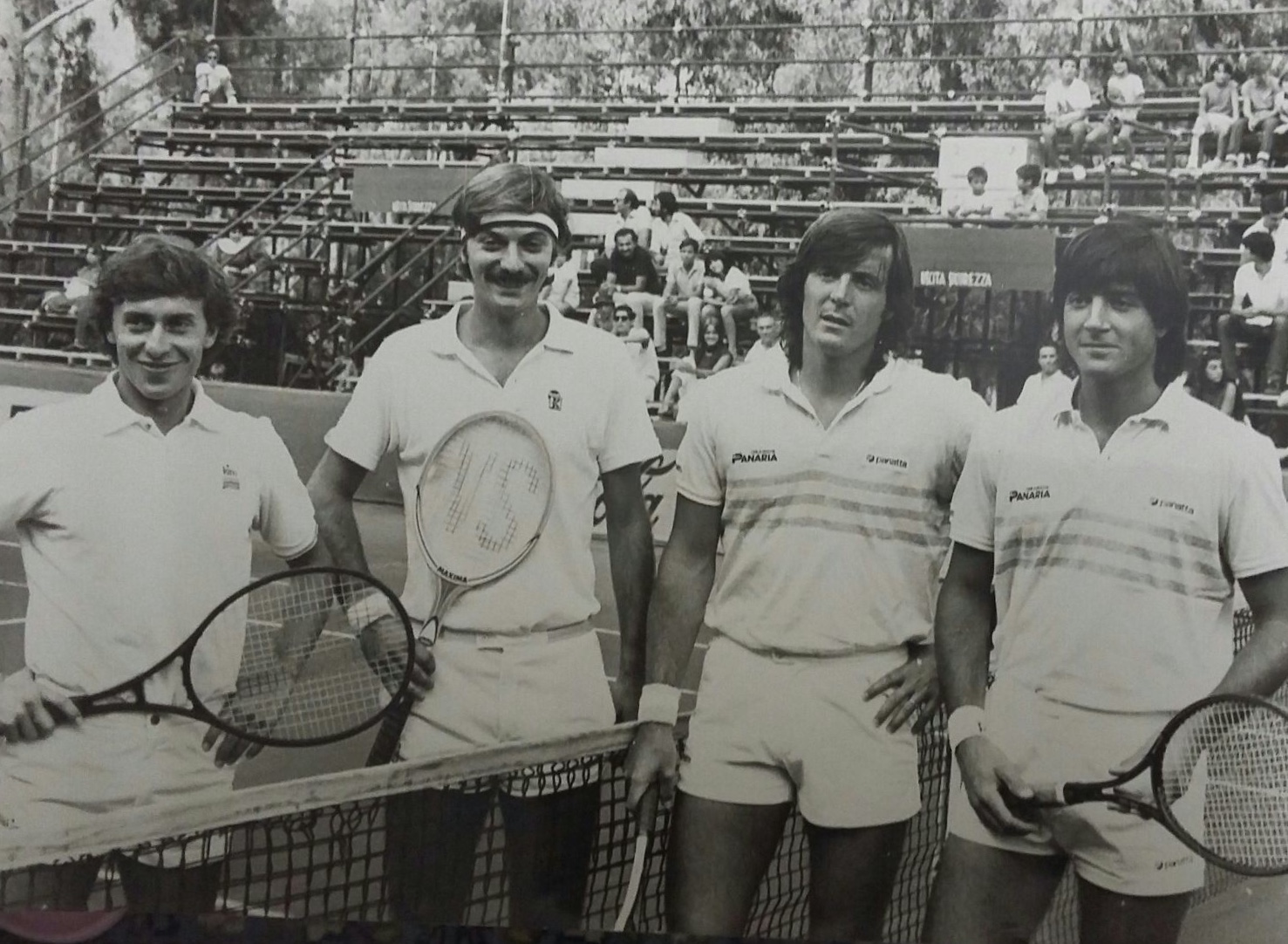
Semifinale Palermo 1982 - Enzo Vattuone e Gianni Marchetti contro Adriano e Claudio Panatta

| No. | Data              | Torneo                                        | Superficie  | In coppia con | Avversari in finale           | Punteggio     |
| 1.  | 19 settembre 1982 | Campionati Internazionali di Sicilia, Palermo | Terra rossa | Enzo Vattuone | José Luis Damiani Diego Pérez | 6–4, 6–7, 6–3 |